# Tadeusz Szamota
Tadeusz Michał Zbigniew Szamota (ur. 26 października 1897 w Lublinie, zm. wiosną 1940 w Charkowie) – porucznik służby zdrowia rezerwy Wojska Polskiego, lekarz - chirurg, ofiara zbrodni katyńskiej.

## Życiorys
Urodził się w rodzinie Stanisława i Janiny z Witkowskich. Ukończył w 1916 gimnazjum Konopczyńskiego w Warszawie. Podczas studiów, w 1917, działał w Kole im. Staszica, organizował strajk akademicki. W 1918 członek POW. Od 12 listopada 1918 do 18 maja 1921 służył w Wojsku Polskim. Podczas wojny polsko-bolszewickiej ułan w I Szwadronie Województwa Warszawskiego, następnie podchorąży w szpitalu w Tarnowie. W 1921 przeniesiony do rezerwy. Mianowany podporucznikiem rezerwy od 1 stycznia 1920, przydzielony do kadry zapasowej 4 Szpitala Okręgowego. W 1925 ukończył studia na wydziale lekarskim Uniwersytetu Warszawskiego. Po ukończeniu studiów był dyrektorem szpitala powiatowego w Ostrołęce i Sieradzu. W listopadzie 1926 powraca do Warszawy, zostaje asystentem Szpitala Dzieciątka Jezus oraz lekarzem warszawskiej Kasy Chorych. 
Działał m.in. w Kole Medyków, A.Z.S., BBWR, towarzystwie „Przystań”, Polskiej Macierzy Szkolnej, Związku Strzeleckim, Związku Oficerów Rezerwy RP. Był członkiem Związku Lekarzy Państwa Polskiego. 
Autor spisanych w lutym 1938 Wspomnień i refleksji opublikowanych w 1939 w Pamiętnikach lekarzy. 

W 1939 zmobilizowany. Po agresji ZSRR na Polskę w nieznanych okolicznościach dostał się do niewoli sowieckiej i przebywał w obozie w Starobielsku. Wiosną 1940 został zamordowany przez funkcjonariuszy NKWD w Charkowie i pogrzebany w bezimiennej mogile zbiorowej w Piatichatkach, gdzie od 17 czerwca 2000 mieści się oficjalnie Cmentarz Ofiar Totalitaryzmu w Charkowie. Figuruje na Liście Starobielskiej NKWD, pod poz. 3758.
5 października 2007 minister obrony narodowej Aleksander Szczygło mianował go pośmiertnie na stopień kapitana. Awans został ogłoszony 9 listopada 2007 w Warszawie, w trakcie uroczystości „Katyń Pamiętamy – Uczcijmy Pamięć Bohaterów”.

## Życie prywatne
Był żonaty z Czesławą z Kosińskich herbu Rawicz (1900-1930), doktor filozofii, córką inżyniera Juliana Kosińskiego herbu Rawicz (1866-1941) i Anny z Izerowiczów. Z małżeństwa tego zrodziła się dwójka dzieci; Hanna Aleksandra (1926-2019) oraz Marek (1925-1944), obydwoje byli uczestnikami powstania warszawskiego.

## Ordery i odznaczenia[2]
- Krzyż Walecznych
- Złoty Krzyż Zasługi
- Medal Pamiątkowy za Wojnę 1918–1921
- Medal Dziesięciolecia Odzyskanej Niepodległości